# Fishers exacte toets
Fishers exacte toets is een statistische toets die toegepast wordt bij de analyse van kruistabellen. De toets is aanvankelijk ontwikkeld voor 2×2-tabellen en wordt in de praktijk ook voornamelijk gebruikt bij steekproeven van geringe omvang, omdat in die gevallen de benadering via de chi-kwadraattoets niet mogelijk is. De toets is echter geldig voor alle steekproefgroottes, hoewel het rekenwerk dat met de toets gepaard gaat, toeneemt bij grotere steekproeven. De toets is genoemd naar Ronald Fisher, die de toets heeft bedacht. De toets is een 'exacte' toets, omdat de verdeling van de toetsingsgrootheid onder de nulhypothese exact bekend is. Er wordt wel gezegd dat Fisher de toets ontworpen heeft naar aanleiding van de bewering van dr. Muriel Bristol, dat zij in staat zou zijn te proeven of de thee eerst in het kopje was gedaan of de melk.

## Achtergrond
In de gesuggereerde aanleiding voor het ontwikkelen van de toets, kan elke keer dat dr. Bristol een kopje thee drinkt toegewezen worden aan een van de vier categorieën {\displaystyle C_{ij}} in de volgende 2×2-tabel:
|            | dr. Bristol denkt      | dr. Bristol denkt      |
|            | thee eerst             | melk eerst             |
| ---------- | ---------------------- | ---------------------- |
| Thee eerst | {\displaystyle C_{11}} | {\displaystyle C_{12}} |
| Melk eerst | {\displaystyle C_{21}} | {\displaystyle C_{22}} |
Getoetst moet worden of dr. Bristol eenvoudigweg raadt, of dat er een verband is tussen de beide indelingen, wat inhoudt dat dr. Bristol (significant) vaker dan toevallig de juiste toedracht vertelt.
Algemeen betreft het een populatie die kan worden ingedeeld aan de hand van twee dichotome kenmerken A en B, waaruit een steekproef van omvang {\displaystyle n} is getrokken, waarvan {\displaystyle N_{ij}} elementen in de categorie {\displaystyle \mathrm {A} =i} en {\displaystyle \mathrm {B} =j} vallen.
|           |             | kenmerk A                   | kenmerk A                   |                             |
|           |             | 0                           | 1                           | rijtotaal                   |
| --------- | ----------- | --------------------------- | --------------------------- | --------------------------- |
| kenmerk B | 0           | {\displaystyle N_{00}}      | {\displaystyle N_{01}}      | {\displaystyle N_{0\cdot }} |
| kenmerk B | 1           | {\displaystyle N_{10}}      | {\displaystyle N_{11}}      | {\displaystyle N_{1\cdot }} |
|           | kolomtotaal | {\displaystyle N_{\cdot 0}} | {\displaystyle N_{\cdot 1}} | {\displaystyle n}           |
In een experimentele situatie zullen de rij- (of de kolom)totalen vast gekozen worden. Fisher constateerde dat, onder de voorwaarde dat ook de kolom- (of de rij)totalen vastliggen, de gehele tabel bepaald wordt door een van de celaantallen, bijvoorbeeld door {\displaystyle N_{00}}, en dat dit aantal onder de nulhypothese hypergeometrisch verdeeld is.

## Voorbeeld
Het vermoeden bestaat dat relatief meer meisjes dan jongens op dieet zijn. En men wil dit aan de hand van een toets nagaan. Daarom wordt een aselecte steekproef onder 24 tieners, waarvan twaalf jongens en twaalf meisjes, genomen, en ingedeeld aan de hand van de kenmerken 'jongen' of 'meisje', en 'op dieet' of 'niet op dieet'.
|               | jongen | meisje | rijtotaal |
| ------------- | ------ | ------ | --------- |
| op dieet      | 1      | 9      | 10        |
| niet op dieet | 11     | 3      | 14        |
| kolomtotaal   | 12     | 12     | 24        |
Als verondersteld wordt (nulhypothese) dat jongens en meisjes in gelijke mate op dieet zijn, dan is de vraag hoe extreem het waargenomen aantal is van één jongen van de twaalf die op dieet is, terwijl in de hele steekproef tien van de 24 op dieet zijn.
Hoe groot is dus de kans dat van twaalf jongens en twaalf meisjes, waarvan er tien op dieet zijn, van die tien er één of nul een jongen is. Noem {\displaystyle X} het aantal jongens onder die tien, dan is {\displaystyle X} onder de nulhypothese hypergeometrisch verdeeld met parameters tien, twaalf en 24. De overschrijdingskans van de gevonden steekproefuitkomst is dus:
{\displaystyle p=P(X=0{\text{ of }}X=1|H_{0})={\frac {{\binom {10}{0}}{\binom {14}{12}}+{\binom {10}{1}}{\binom {14}{11}}}{\binom {24}{12}}}\approx 0{,}0014}
Deze waarde is zo klein, dat geconcludeerd mag worden dat bijna zeker meer meisjes dan jongens op dieet zijn.